# Otto Klemperer
Otto Klemperer (Breslau, 14 mei 1885 - Zürich, 6 juli 1973) was een Duitse dirigent en componist. Hij wordt beschouwd als een van de belangrijkste dirigenten van de 20e eeuw.

## Levensloop
Klemperer begon zijn muziekstudies aan Dr. Hoch’s Konservatorium van Frankfurt. Hij ging later naar Berlijn, waar hij les kreeg van de componist Hans Pfitzner. Al spoedig bleek zijn aanleg voor het dirigeren. In 1905 maakte hij kennis met Gustav Mahler toen hij het Fernorchester achter de coulissen dirigeerde in diens Tweede Symfonie. Klemperer was erg onder de indruk en maakte zelfs een versie voor piano van deze symfonie. Toen Klemperer in februari 1907 Jacques van Lier begeleidde op de eerste van hun drie reizen naar Wenen, kreeg hij de gelegenheid om de pianoversie aan Mahler te laten horen. Hij raakte met Mahler bevriend en verkreeg op diens voorspraak de post van dirigent aan de opera te Praag. In 1910 assisteerde Klemperer Mahler in München bij de eerste uitvoering van diens Achtste Symfonie, de Symphonie der Tausend. Er volgde een periode met betrekkelijk korte aanstellingen. Zo dirigeerde hij van 1910 tot 1912 te Hamburg, in 1912-1913 te Barmen en van 1914 tot 1917 te Straatsburg. Tussen 1917 en 1924 was hij Generalmusikdirektor aan de opera te Keulen. Van 1924 tot 1927 was hij actief in Wiesbaden. In 1927 bereikte hij Berlijn, waar hij tot 1931 aan de Kroll-Opera dirigeerde. Hij bracht er vele composities in première, van onder anderen Paul Hindemith (Cardillac), Arnold Schönberg (Erwartung) en Igor Stravinsky (Oedipus Rex).
Na de machtsovername door de nazi's in 1933 (Adolf Hitler werd Rijkskanselier op 30 januari) verliet Klemperer Duitsland en vertrok naar de Verenigde Staten. Hij werd dirigent van de Los Angeles Philharmonic Orchestra. In die jaren begon hij zich toe te leggen op werken van componisten als de Weense klassieken, met name Mozart, Beethoven, Brahms, Bruckner en Mahler. Zijn uitvoeringen van deze werken maakten hem definitief beroemd. Van 1947 tot 1950 dirigeerde hij aan de opera van Boedapest. In 1950 werd hij voor drie jaar chef-dirigent van het Montreal Symphony Orchestra. Klemperer werd in 1959 chef van het Philharmonia Orchestra te Londen, dat tot dan toe geen chef-dirigent had aangesteld. Met dit orkest maakte hij in de jaren vijftig veel plaatopnamen. Aan het Royal Opera House (Covent Garden) dirigeerde en leidde hij een aantal producties, waaronder opera's van Wagner. In Nederland dirigeerde Klemperer verschillende keren het Concertgebouworkest, met name tijdens het Holland Festival.
Klemperers gezondheid werd verschillende malen ernstig bedreigd. In 1939 werd hij geopereerd aan een hersentumor. Na de oorlog maakte een val in de orkestbak hem enige jaren het dirigeren onmogelijk. Bovendien had hij last van een bipolaire stoornis. In de jaren zestig kon hij met zijn armen nog maar nauwelijks dirigeren.

### Dirigeerstijl
Klemperer was wars van sentimentele opvattingen, maar probeerde objectief en met distantie te laten musiceren. Hij zag zichzelf daarin als een tegenpool van bijvoorbeeld Bruno Walter, die hij beschouwde als een 'moralist'. Kenmerkend voor Klemperers opnamen is zijn granieten aanpak van de muziek die hierdoor een grote monumentaliteit verkreeg. Ook trage tempi zijn kenmerkend, hoewel hij adagio's soms juist vrij snel dirigeerde om sentimentaliteit te vermijden.
Klemperer componeerde een aantal symfonieën, negen strijkkwartetten, een mis en een opera, Das Ziel.

### Opnamen
Otto Klemperer is veel geprezen om zijn opnamen van de symfonieën van Mozart, Beethoven, Brahms, Bruckner en Mahler. Ook dirigeerde hij religieuze werken, zoals de Hohe Messe en Matthäus-Passion van Bach, en veel opera's, zoals Fidelio, Don Giovanni, Così fan tutte, en Der fliegende Holländer. Beroemd is ook zijn opname van Mahlers Das Lied von der Erde met het Philharmonia Orchestra en met Christa Ludwig en Fritz Wunderlich.

### Geloof
Beïnvloed door Max Scheler bekeerde Klemperer zich in 1919, naar het voorbeeld van de toen al overleden Gustav Mahler, tot de Rooms-Katholieke Kerk na het volgen van catechese bij een jezuïet. Onder indruk van het racisme in het Derde Rijk keerde hij terug tot het jodendom, ondanks zijn latere voorbehoud tegen het zionisme en de buitenlandse politiek van Israël.

### Persoonlijk
Klemperer was getrouwd en had een zoon en dochter. Zijn zoon was de acteur Werner Klemperer. 